# Bourbon-Klasse
Die Bourbon-Klasse war eine Klasse von zwei 50-Kanonen-Linienschiffen der französischen Marine, die von 1670 bis 1691 in Dienst stand.

## Allgemeines
Die Klasse wurden von dem Marineachitekten Laurent Hubac entworfen und im Marinearsenal von Brest zwischen 1669 und 1671 gebaut. Die Schiffe wurden am 21. Februar 1670 auf die Namen Louvre und Oriflamme getauft. Die Louvre wurde aber bereits am 24. Juni 1671 auf den Namen Bourbon umgetauft.

## Einheiten
| Name                     | Bauwerft         | Kiellegung     | Stapellauf       | Indienststellung | Verbleib                                            |
| ------------------------ | ---------------- | -------------- | ---------------- | ---------------- | --------------------------------------------------- |
| Louvre Bourbon (ab 1671) | Arsenal de Brest | September 1669 | 29. April 1670   | August 1670      | Im Mai 1678 bei der Isla de Aves (Karibik) gesunken |
| Oriflamme                | Arsenal de Brest | Dezember 1669  | 1. November 1670 | Juli 1671        | Im Februar 1691 vor der bretonischen Küste gesunken |

## Technische Beschreibung
Die Klasse war als Batterieschiff mit zwei durchgehenden Geschützdecks konzipiert und hatte eine Länge von 39,96 Metern (Geschützdeck) bzw. 35,08 Metern (Kiel), eine Breite von 10,572 Metern und einen Tiefgang von 4,87 Metern bei einer Verdrängung von 800 Tonnen. Sie waren Rahsegler mit drei Masten (Fockmast, Großmast und Kreuzmast). Der Rumpf schloss im Heckbereich mit einem Heckspiegel, in den Galerien integriert waren, die in die seitlich angebrachten Seitengalerien mündeten.
Die Besatzung hatte eine Stärke von 307 Mann (7 Offiziere und 300 Unteroffiziere bzw. Mannschaften). Die Bewaffnung der Klasse bestand um die 50 Kanonen.
|      | Unteres Batteriedeck            | Oberes Batteriedeck           | Backdeck      | Achterdeck    | Kanonen (Geschossgewicht) |
| ---- | ------------------------------- | ----------------------------- | ------------- | ------------- | ------------------------- |
| 1674 | 12 × 18-Pfünder 10 × 12-Pfünder | 12 × 12-Pfünder 8 × 8-Pfünder | 4 × 6-Pfünder | 4 × 4-Pfünder | 50 Kanonen                |